# كوهيه تاناكا (لاعب كرة قدم)
كوهيه تاناكا (باليابانية: 田中 康平) (مواليد 11 ديسمبر 1985)، هو لاعب كرة قدم ياباني سابق كان يلعب كمهاجم.

## وصلات خارجية
- كوهيه تاناكا على موقع رابطة كرة القدم اليابانية للمحترفين (اليابانية)
- كوهيه تاناكا على موقع قاعدة بيانات كرة القدم.إي يو (الإنجليزية)
- كوهيه تاناكا على موقع Soccerway.com (الإنجليزية)
- كوهيه تاناكا على موقع عالم كرة القدم.نت (الإنجليزية)